# 加里·查普曼
加里·查普曼（英語：Gary Chapman，1938年3月12日—1978年9月23日），澳大利亚男子游泳运动员。他曾代表澳大利亚参加1956年夏季奥林匹克运动会游泳比赛，获得男子100米自由泳铜牌。